# Mire (télévision)
Pour les articles homonymes, voir Mire.
 (avril 2024).
Si vous disposez d'ouvrages ou d'articles de référence ou si vous connaissez des sites web de qualité traitant du thème abordé ici, merci de compléter l'article en donnant les références utiles à sa vérifiabilité et en les liant à la section « Notes et références ».
Une mire désigne une image vidéo visionnée sur un écran ou un téléviseur permettant de régler, d'étalonner ou de corriger son affichage avec des valeurs standardisées. Depuis 1933, différents types de mires sont successivement exploités. Les plus notables sont apparues dès la naissance de la télévision et ont évolué en fonction des améliorations techniques. 
Pour produire ce signal vidéo de référence, plusieurs méthodes se succèdent au fil des évolutions technologiques; tirage d'une simple photographie filmée par une caméra de studio au début des années 1930, tube cathodique dit « monoscope » sur l'écran intérieur duquel est gravée l'image en haute résolution à partir de la fin des années 1940, générateur de mire comprenant un circuit à tubes électroniques durant les années 1950 puis sa version transistorisée apparue dans les années 1960 et enfin, un générateur numérique utilisant des processeurs graphiques, à partir des années 1980. Par ailleurs, la lecture d'une bande vidéo par un magnétoscope professionnel sur laquelle a été enregistrée l'image de diverses mires peut parfois être exploitée par des chaînes de télévision, à partir des années 1970.
Différents types graphiques sont exploités, parmi lesquels on note la grille blanche sur fond noir ou gris destinée au réglages de symétrie, la mire en noir et blanc avec des formes rondes et géométriques et différentes valeurs de gris, la mire de barres verticales et sa succession bandes de couleurs primaires et secondaires puis à partir des années 1960, affichant des formes géométriques rondes et rectangulaires, avec différents tons de gris et de teintes, généralement sur un fond quadrillé gris foncé. 
Progressivement abandonnée à l'antenne du fait des programmations et multidiffusions 24h sur 24 des chaînes de télévision, la mire reste toutefois exploitée dans le secteur professionnel tels qu'unités de production télévisuelle, industriels fabricants de téléviseurs, de moniteurs ou de vidéoprojecteurs, unités de montage ou postproduction vidéo et cinéma, caméras, enregistreurs vidéo numériques, régies de studios, effets spéciaux, conception de jeux vidéo... Avec l'introduction du numérique dans les années 1995, les mires s'adaptent à tous types de signaux et d'images, de la résolution standard, la Haute Définition et jusqu'à l'Ultra Haute Définition voire la définition 16K ou supérieur, apparues durant la décennie 2010.

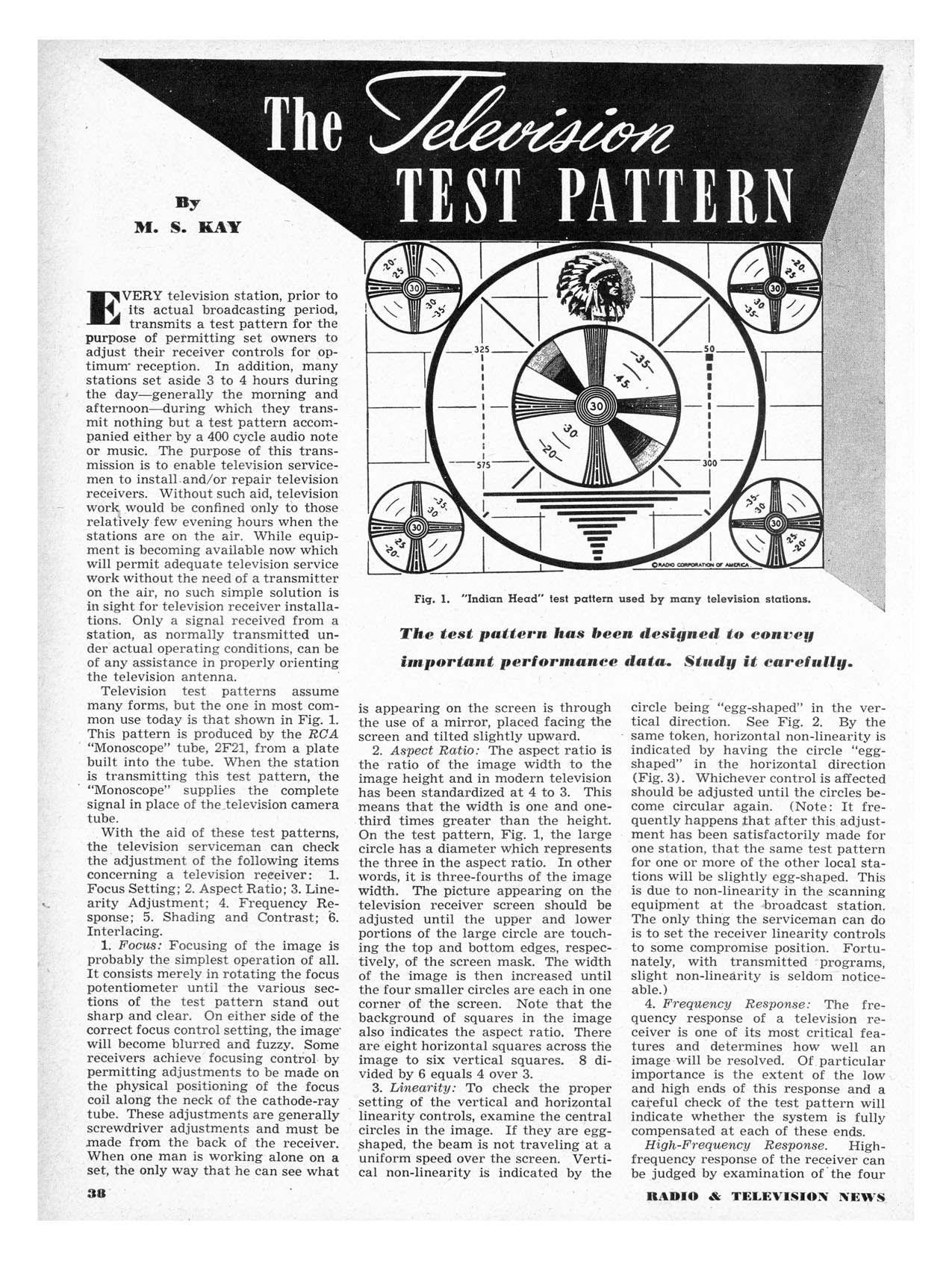
Article sur la mire dite « Indian Head test pattern » publié en 1949 dans une revue spécialisée américaine.

## Historique
Aux débuts de la télévision dans les années 1930 et 1940, les mires sont de simples cartons pourvus d'un graphique ou d'une photographie, filmés par une caméra et retransmis juste avant que les programmes ne débutent, image étant le plus souvent « muette », sans aucun signal sonore. 

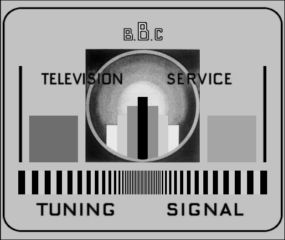
Un simple carton filmé par BBC TV en 1937.

Jusqu'aux années 1970, ces graphiques s'inspirent des mires destinées à la photographie et aux caméras de cinéma dont elles reprennent les formes géométriques puis les valeurs de couleur. 
Dès les années 1930, les premières grilles de réglage de symétrie apparaissent à la télévision, facilitant le travail des installateurs, revendeurs et techniciens. 

L'effet produit par une grille mal ajustée.

Aux États-Unis en 1939, la légendaire mire affichant le profil d'un chef de tribu amérindien en haut de l'écran ou Test de la tête d'indien est créé par RCA corporation et commence à être diffusée sur les réseaux de télévision nord-américains.

En 1940 apparaît la légendaire « tête d'Indien » aux États-Unis.

Durant les décennies 1940 et 1950, plusieurs sociétés concurrentes créent également d'autres types de mire pour leur retransmission sur les réseaux nationaux ou chaînes locales américaines.

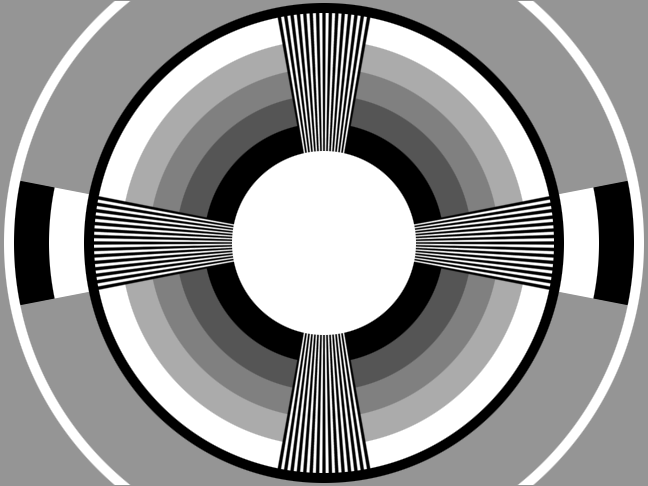
CBS déploie son propre graphisme dans les années 1940.

Ainsi, les sociétés CBS ou Zenith inaugurent leur propre formats graphiques sur les antennes locales ou nationales des chaînes appartenant à leur réseau.

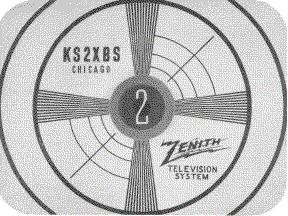
Mire Zenith en 1951, chaîne américaine de Chicago.

Le réseau NBC n'est pas en reste et exploite une mire différente de son concurrent RCA.

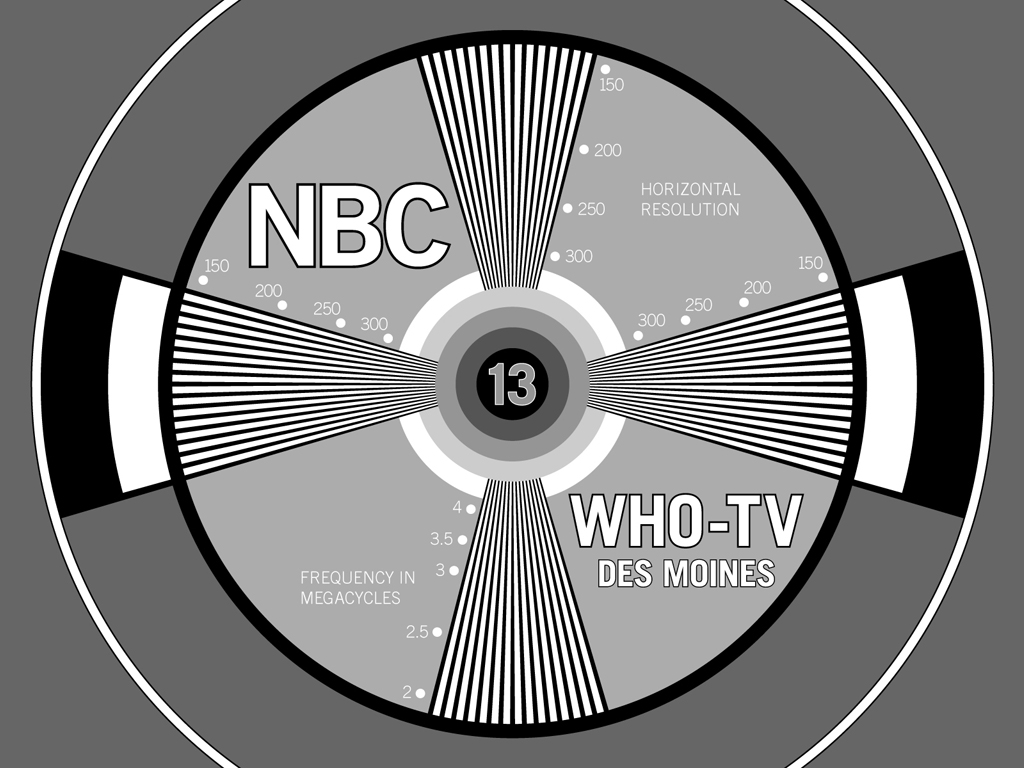
À la même période que RCA, le réseau NBC lance son propre graphisme.

En Europe et dans divers pays, on voit apparaître la « RMA 1946 Resolution Chart », photographie créée et préconisée par une alliances de fabricants d'électronique : Electronic Industries Alliance. 

Évolution de la « RMA 1946 Resolution Chart », dix ans plus tard.

En Allemagne, le choix se porte sur le développement de la société Téléfunken qui propose une mire dont les éléments principaux reprennent plusieurs motifs géométriques des mires exploitées au cinéma.

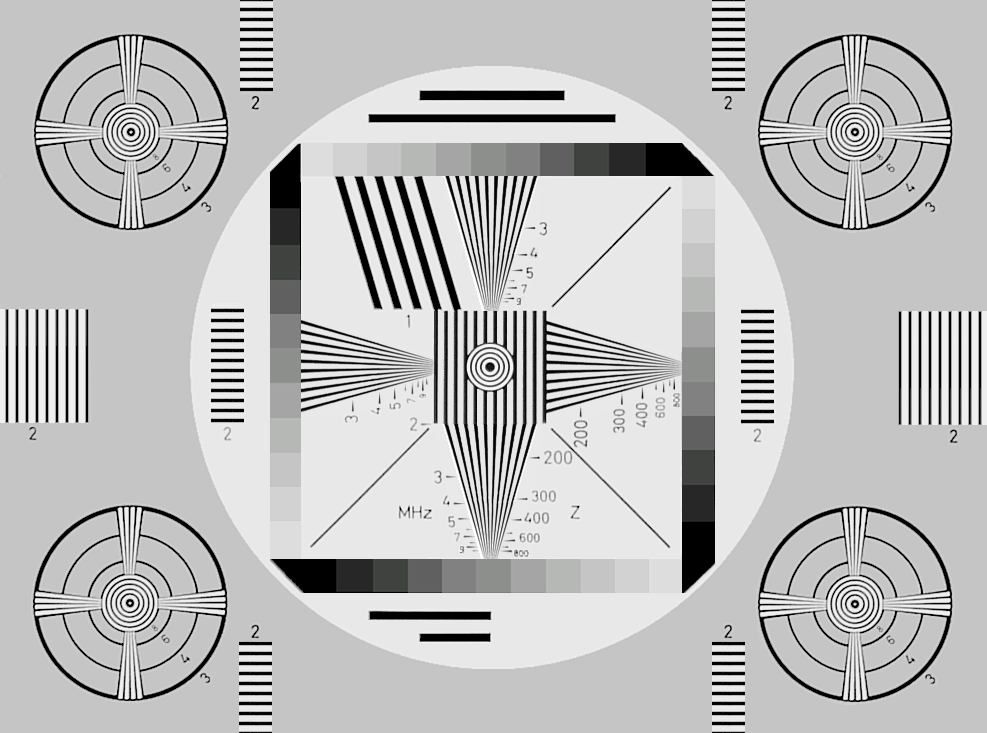
Mire allemande Telefunken adaptée à la résolution 625 lignes.

Si l'Allemagne de l'Ouest développe rapidement la télévision couleur en adoptant le standard PAL, la RDA a choisi le Sécam. Mais tant que la couleur n'arrive pas, les mires noir et blanc sont exploitées.

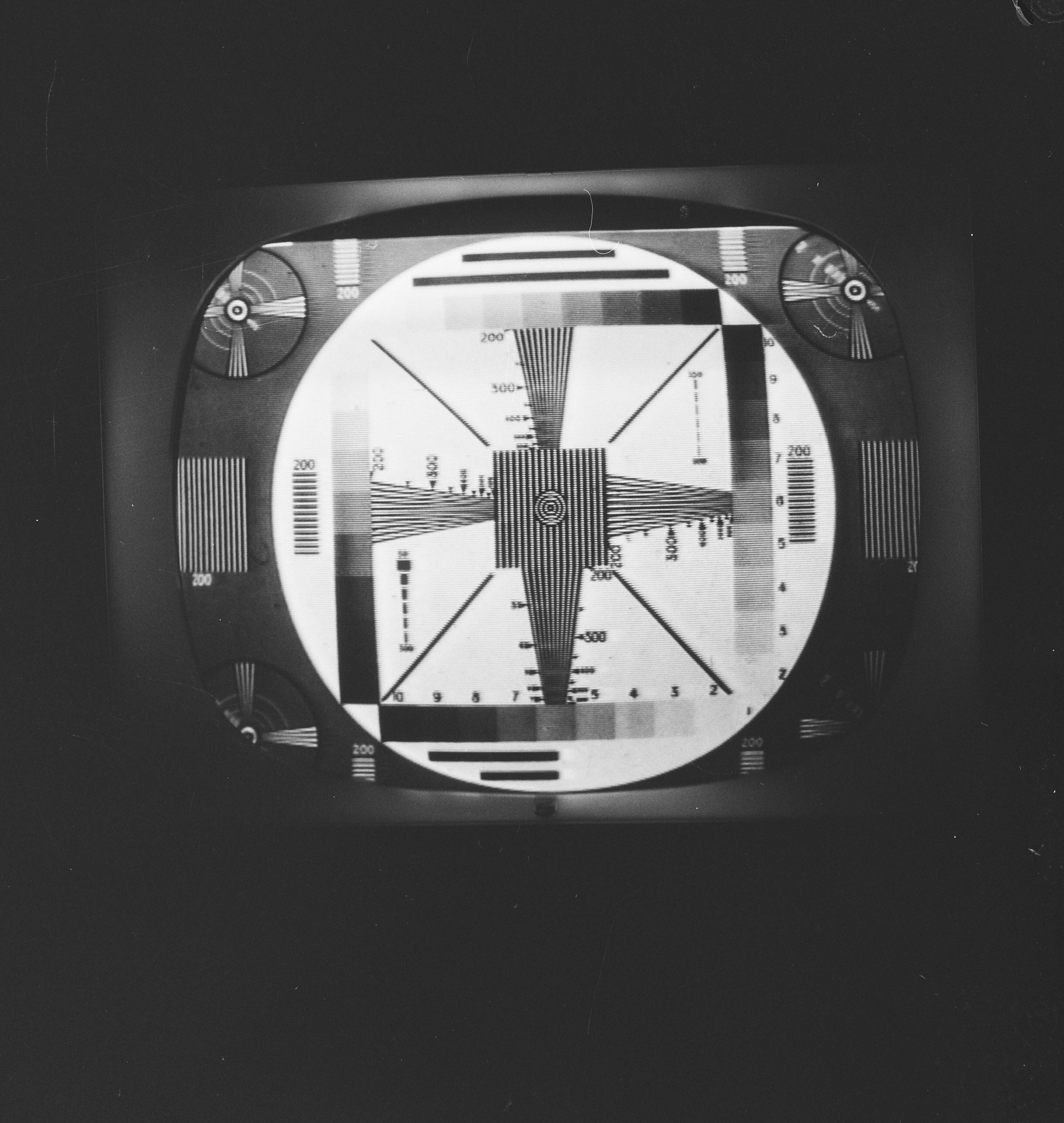
En 1961, visualisation d'une mire en RDA.

En France, dès 1953, la Radiodiffusion et télévision française devenue l'ORTF dix ans plus tard, exploitent une mire comparable dotée dans sa seconde version et en son centre, d'une photographie du groupe équestre sculpté La Renommée du Roi montée sur Pégase, œuvre d'Antoine Coysevox, qui était, à l'époque, placée à l'entrée ouest du jardin des Tuileries (et qui est de nos jours, exposée au musée du Louvre), sur fond de ciel nuageux, statue parisienne très reconnaissable. 

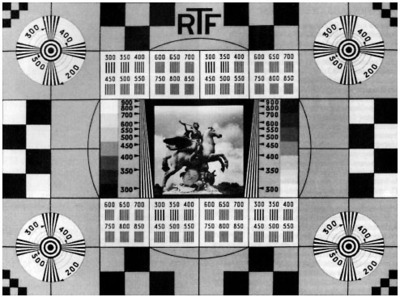
Mire française avec le groupe équestre de Coysevox, en haute définition 819 lignes.

Si la première chaîne française diffuse la mire à la norme en haute définition 819 lignes, dès son lancement en 1963, la deuxième chaîne utilise un modèle aux caractéristiques semblables, également en noir et blanc mais à résolution 625 lignes. 

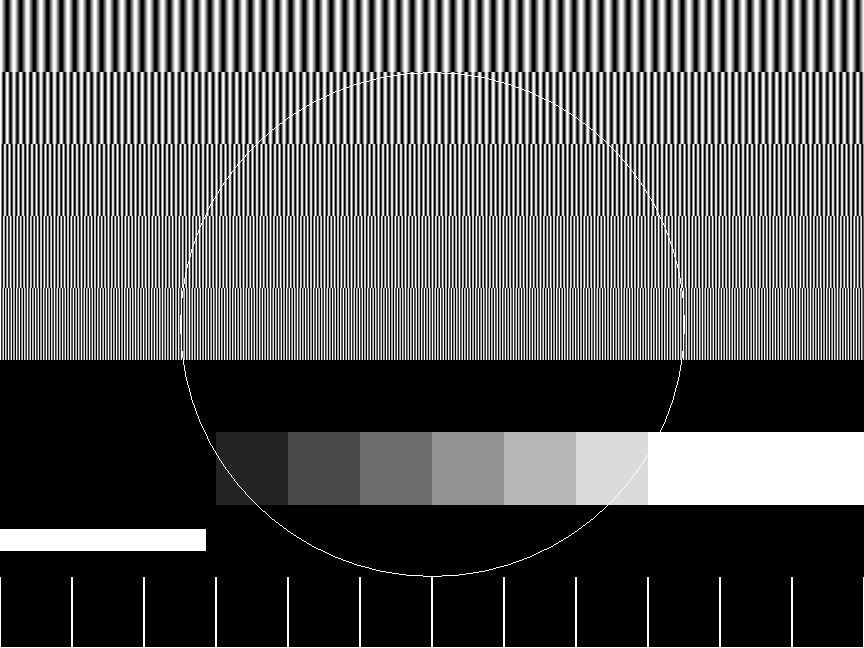
Même longtemps après l'apparition de la couleur, les mires monochromes restent exploitées. Ici une version allemande à haute résolution.

L'apparition de la couleur entre le milieu des années 1950 et le début des années 1960 amènent les autorités de régulation américaines et européennes à tenter de normaliser les mires. Des brevets RCA mire de barre verticale sont en partie repris par la Society of Motion Picture and Television Engineers (SMPTE) pour créer la première mire de barre couleur standardisée dite « Barres de couleur SMPTE ».

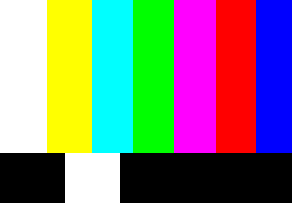
Mire de Barres de couleur SMPTE, dont le brevet initial dont elle s'inspire est déposé en février 1951.

L'arrivée de la couleur Sécam en 1967 ne permet pas à la Deux d'exploiter une mire couleur, préférant alterner la même mire en noir et blanc avec le groupe équestre de Coysevox, des photographies en couleurs telles que « la Niçoise », une grille de symétrie ou encore les barres couleur verticales. 

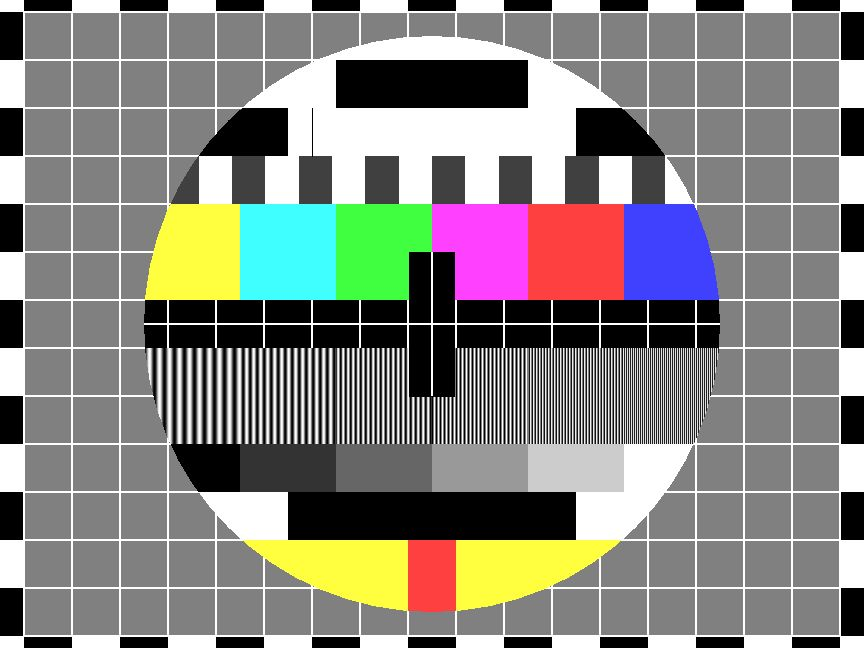
Mire Philips type TDF, adaptée au standard Sécam.

La troisième chaîne française lancée en fin d'année 1972 et en couleurs qui deviendra FR3 renonce à la retransmission d'une quelconque mire, préférant diffuser son logo fixe.
Au fil des évolutions technologiques comme le format 16/9, la haute définition et la télédiffusion numérique, les mires s'adaptent aux caractéristiques des nouveaux écrans et vidéoprojecteurs.

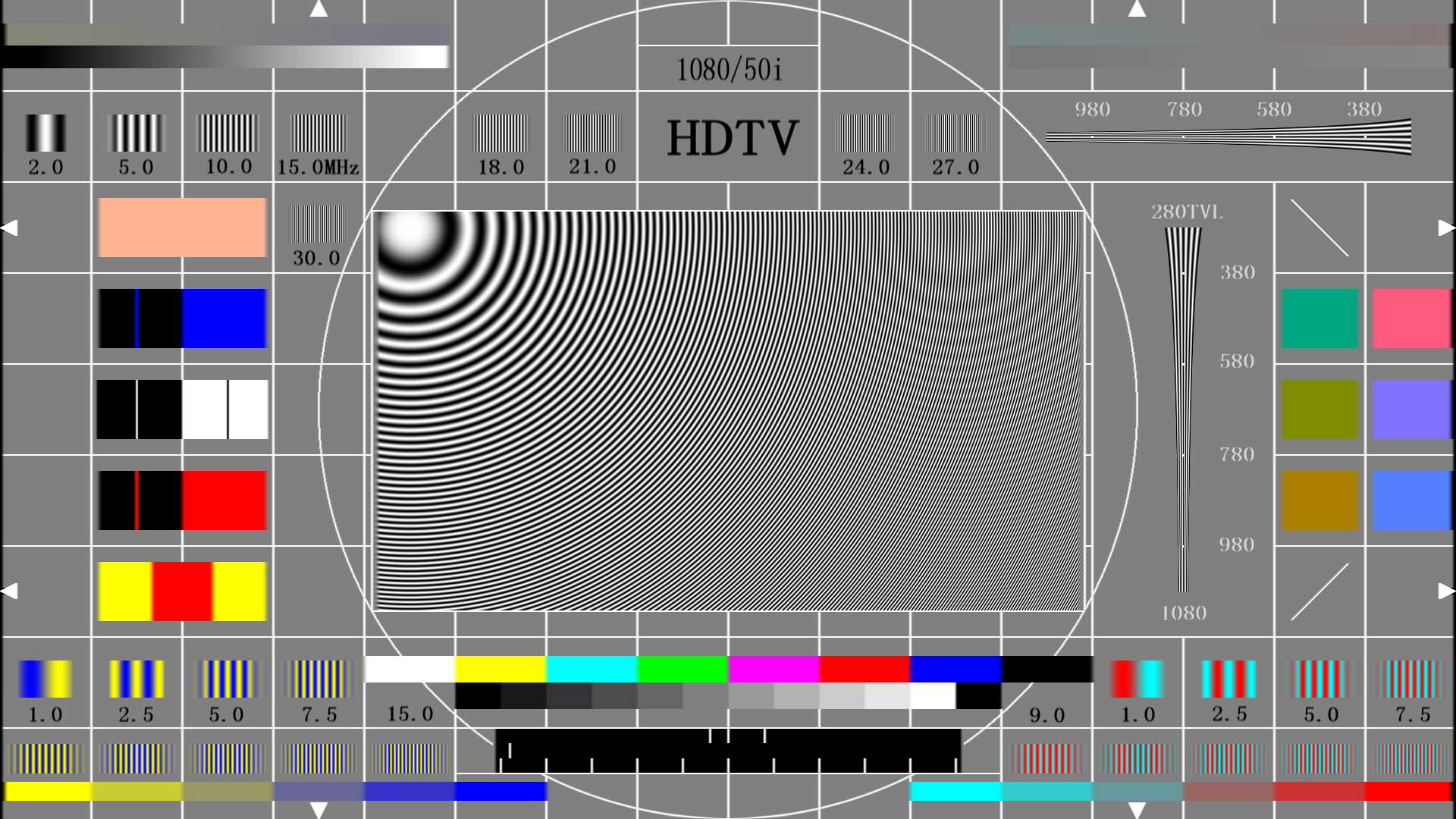
Mire à très Haute Définition numérique, de Chine.

## Générateurs de mire
Au début des années 1950, le dispositif du monoscope commence à être exploité : un tube cathodique, capteur de caméra vidéo sur lequel a été imprimé ou « brûlé » électroniquement une image fixe, génère un signal vidéo composite en noir et blanc permanent, stable et étalonné. 

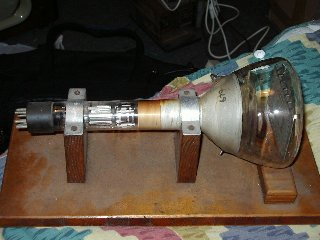
Le monoscope est un tube cathodique repreant le principe d'une caméra mais dont la surface photosensible a été remplacée par une mire imprimé avec de l'encre conductrice.

Ce générateur électronique produit une image composite très détaillée. Le monoscope est employé en Amérique du nord et en Europe jusqu'au milieu des années 1970.

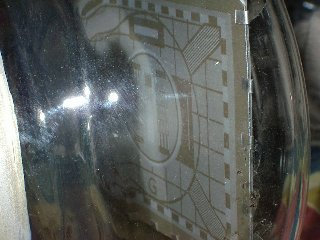
On voit ici le motif du monoscope utilisé notamment par la BBC et RTL TV.

Il est progressivement remplacé par des dispositifs et appareils plus évolués : les générateurs électroniques de mire. 

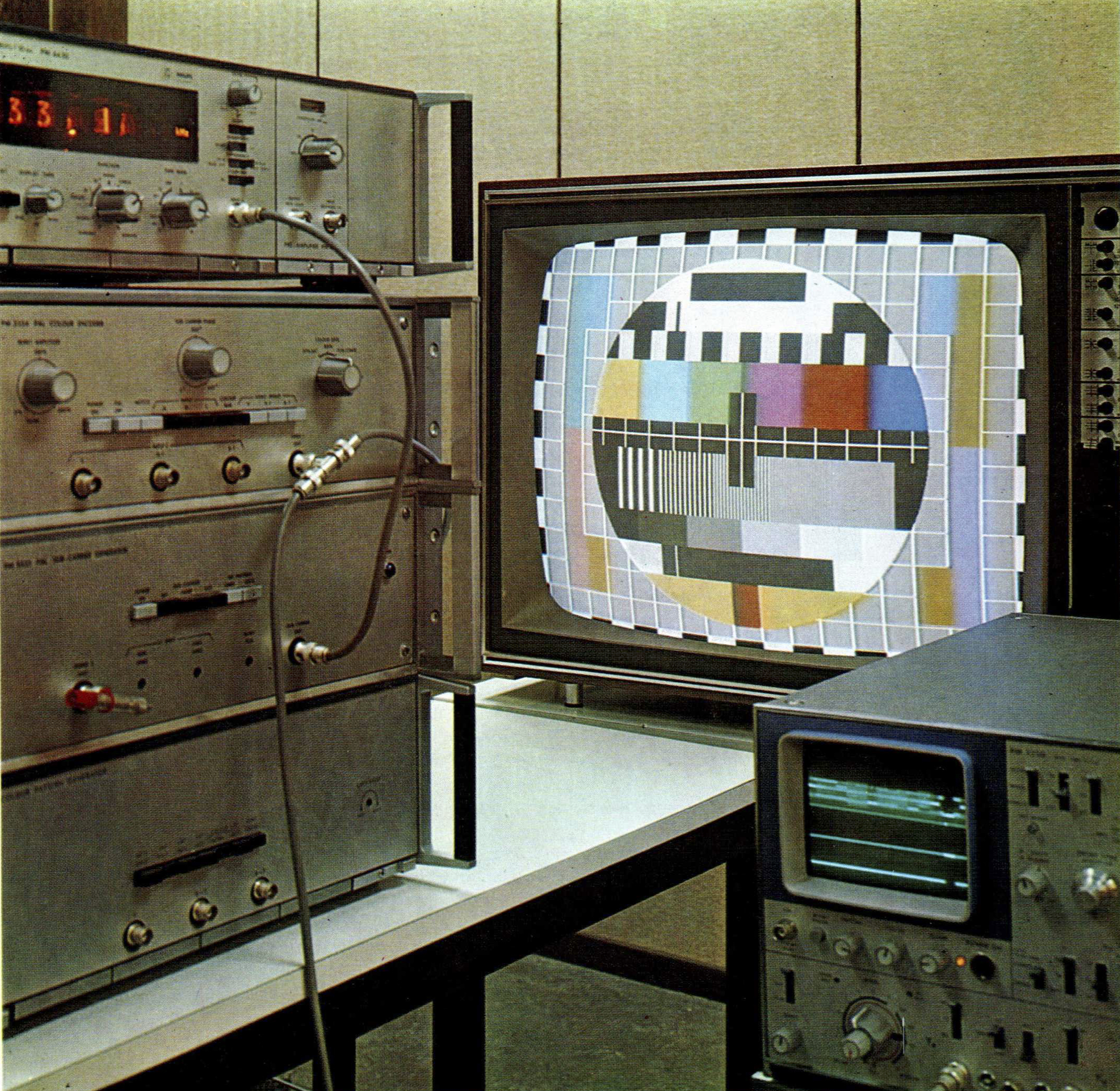
Le fameux générateur de mire Philips en fonctionnement.

Ces générateurs fixes ou transportables sont employés lors de l'installation, des réglages ou des réparations des téléviseurs par les techniciens qui peuvent parfois se déplacer jusqu'au domicile du téléspectateur.

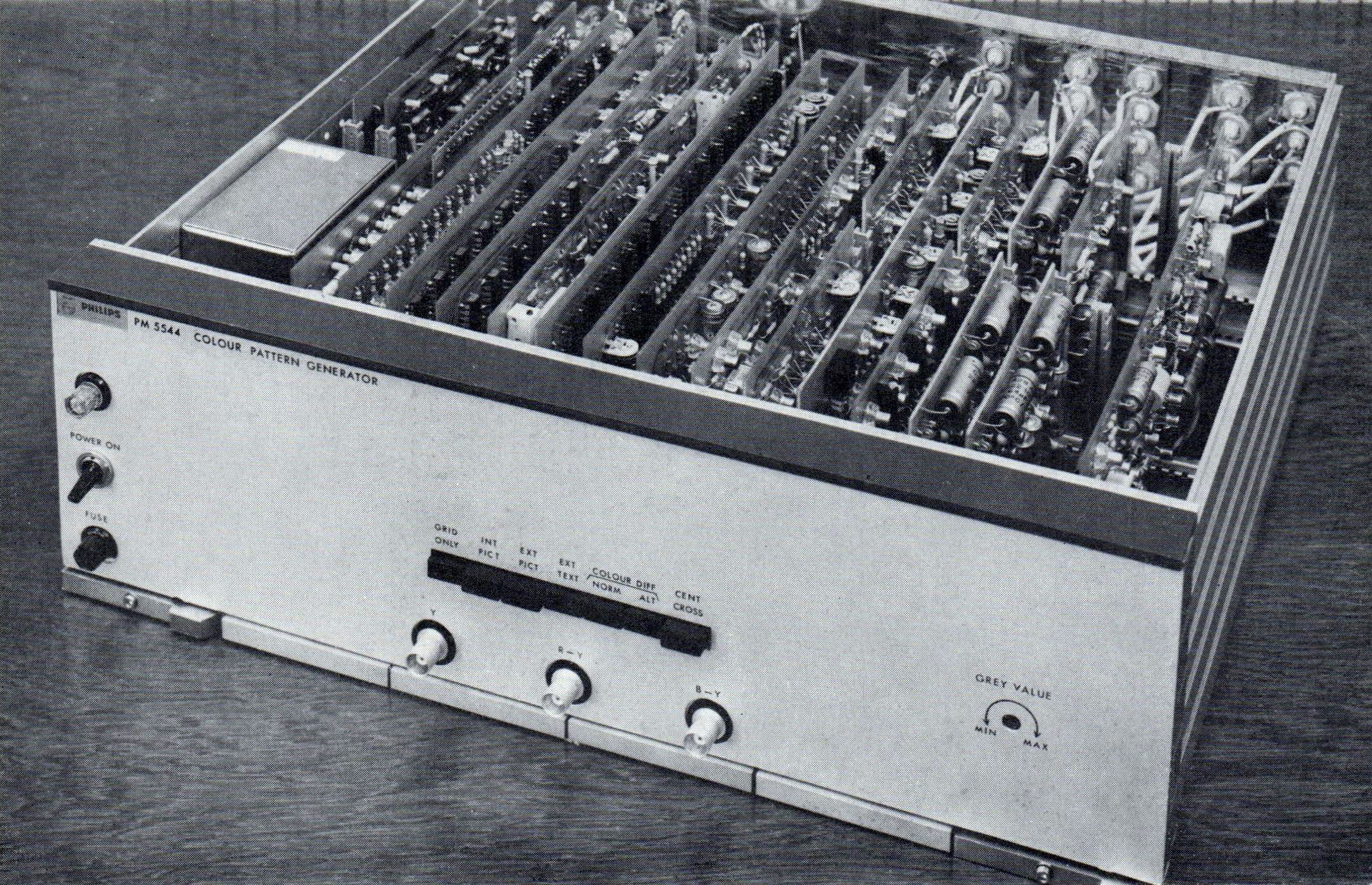
Générateurs de mire Philips plutôt destinés aux chaînes et unités de production TV.

En Europe et dans différents autres pays, la mire RM4 de 1946 évolue et devient la « RETMA Resolution Chart 1956 », sous sa forme électronique. 

Mire russe de l'époque soviétique, décennie 1960.

Dès le début des années 1950, les techniciens chargés d'installer, régler et réparer les téléviseurs des particuliers s'équipent de générateurs de mire à lampes puis transistorisés dans les années 1960. Toutefois, la plupart de ces générateurs ne sont pas dotés de la possibilité d'afficher des formes complexes, notamment en couleur. 

La célèbre mire Philips PM5544, au standard couleur PAL.

La célèbre mire PM5544 conçue par Philips et ses différentes déclinaisons adaptées en fonction des signaux, constitue une forme de modèle qui marque des générations de téléspectateurs. Adaptée aux nouveaux formats vidéo : 16/9, TVHD, numérique... Ce modèle de mires permet essentiellement aux chaînes de télévision de diffuser un signal les identifiant, aux heures où les programmes ne sont pas retransmis.

La concurrente Européenne « FuBK » en PAL, conçue par Telefunken.

La société allemande Telefunken ainsi que les équipes d'AEG et Bosch, lance au milieu des années 1960, une concurrente à la mire de Philips : la mire FuBK ou « FuBK test pattern ». Précisément développée pour le standard couleur PAL, cette mire est également déclinée dans de multiples version et est toujours exploitée, à l'ère du numérique et de la Haute Définition.

## Exploitation et abandon progressif
Initialement, les mires permettent lorsque la chaîne n'a pas débuté ses programmes, d'occuper la fréquence modulée et de fournir un signal permettant de régler l'accord du téléviseur sur le canal de chaque chaîne. La mire peut apparaitre lors d'imprévus : pannes, grève du personnel, coupure de signal ou de courant, décrochage régional, etc. La mire peut être accompagnée d'un signal sonore électronique de fréquence connue comme le fameux 1 000 Hz ou sonorisées par de la musique, des émissions radio et parfois par un message vocal enregistré en boucle permettant par exemple, d'identifier la chaîne et lors de retransmissions en stéréophonie, la piste sonore droite ou gauche du signal audio.

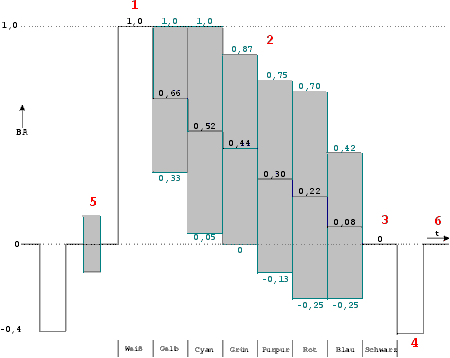
Visualisation d'un signal de mire de Barres de couleur SMPTE, sur un oscilloscope.

En France, le milieu de la décennie 1970 voit apparaître la mire en couleurs de « type TDF » (TéléDiffusion de France), simple déclinaison de la Philips PM554 notamment utilisée à la suite de l'éclatement de l'ORTF. En accompagnement sonore, TF1 diffuse France Inter, Antenne 2 le son de France Musique et FR3 exploite FIP en version modulation, sans commentaires puis France Info entre 1995 et 2002. La première chaîne qui supprime la mire de son antenne en faveur d'un régime d'émissions 24/24 heures est M6 dès 1988. Les chaînes TF1 et Antenne 2 en 1991 font de même suivies par Canal+ en 1997, par La Cinquième en 1998. France 3 est la dernière des chaînes historiques à l'abandonner, à la suite de la mise en place d'une diffusion d'émissions nocturnes en continu en 2002. Sur la télévision numérique terrestre régionale, le canal 31 en Île-de-France diffuse une mire la nuit de 1 h 30 à 21 h
En Belgique, les deux premières chaînes à supprimer la mire sont La Une et la Één en 1997. VT4 effectue l'opération en 2002 suivie de RTL TVI en 2003. Les chaînes Club RTL et Plug TV devenue Plug RTL suppriment leur mire en 2008 avant de les retrouver en 2014, avec le son de Radio Contact. La chaîne AB4 supprime sa mire en octobre 2011. La dernière chaîne hertzienne à avoir supprimé sa mire est La Deux, en août 2012. Seule la chaîne AB3 conserve son utilisation.